# Безугловка (Сновский район)
Безугловка (укр. Безуглівка) — село в Сновском районе Черниговской области Украины. Население 73 человека. Занимает площадь 92 км².
Код КОАТУУ: 7425881502. Почтовый индекс: 15212. Телефонный код: +380 4654.

## Власть
Орган местного самоуправления — Елинский сельский совет. Почтовый адрес: 15212, Черниговская обл., Сновский р-н, с. Елино.